# Balneario Villa de Olmedo
El Balneario Villa de Olmedo es un complejo empresarial dedicado al sector del balneario ubicado en Olmedo (Valladolid), en la comarca de Tierra de Pinares, al sur de la provincia de Valladolid. 
Fue construido en el año 2005 sobre las ruinas del antiguo monasterio de Sancti Spiritus, fundado en 1128 por Sancha Raimúndez, hermana de Alfonso VII de León. Del edificio monacal conserva un patio y la bóveda que cubría la iglesia.

## Instalaciones del complejo
Cuenta con un hotel de cuatro estrellas, en el que se reparten ochenta y dos habitaciones, cinco salones, restaurantes, bodega, cafetería, biblioteca, sala de juegos infantil, piscina exterior, pista de paddle, jardines privados y el área de balneario, donde se aplican las técnicas termales con sus aguas. El agua de las instalaciones está declara de utilidad pública, definida y catalogada como agua hipotermal de mineralización fuerte, clorurada sódica y flourad, y su temperatura de surgencia es 22°.
En el claustro del convento se encuentran las piscinas termales y sobre la cocina de las monjas bernardas está el circuito de contrastes o patio mudéjar, recreación del patio interior del convento de las Claras de Tordesillas.
El espacio termal del balneario lo componen 2.000 m²  con piscinas activas con camas de burbujas, asientos de hidromasaje, cuellos de cisne, chorros verticales, chorros de hidromasaje y relajantes en serie, cortinas y cañones de agua, diferentes jacuzzis y amplias zonas de reposo. Cuenta también con cabinas para la aplicación de tratamientos personalizados y especializados en reumatología, traumatología, aparato respiratorio, recuperación funcional, dermatología, lodo y baños de hidromasaje entre otros.